# 玻璃手扶梯
玻璃手扶梯（Glass escalator）是克里斯汀·L·威廉姆斯（Christine L. Williams）在1992年8月發表的文章《玻璃自動扶梯：男性在“女性”職業中的隱藏優勢》（The Glass Escalator: Hidden Advantages for Men in the "Female" Professions）中引入的詞語，是指男性進入以女性為主的職業時，將迅速升遷。此狀況常出現在粉領族（主要是女性工作者的工作領域，例如護理工作或小學教師）職業中。
女性工作領域的薪資一般會比典型男性工作領域的薪資要低，不過若是男性進入女性的工作領域，一般會有較高的薪資，其升遷機會也比女性要高。此概念類似玻璃天花板，解釋了女性比較不容易在職場升搬遷的事實。不過也已有研究發現，少數族群的男性無法享有一般男性玻璃手扶梯的優勢。